# 曹娥

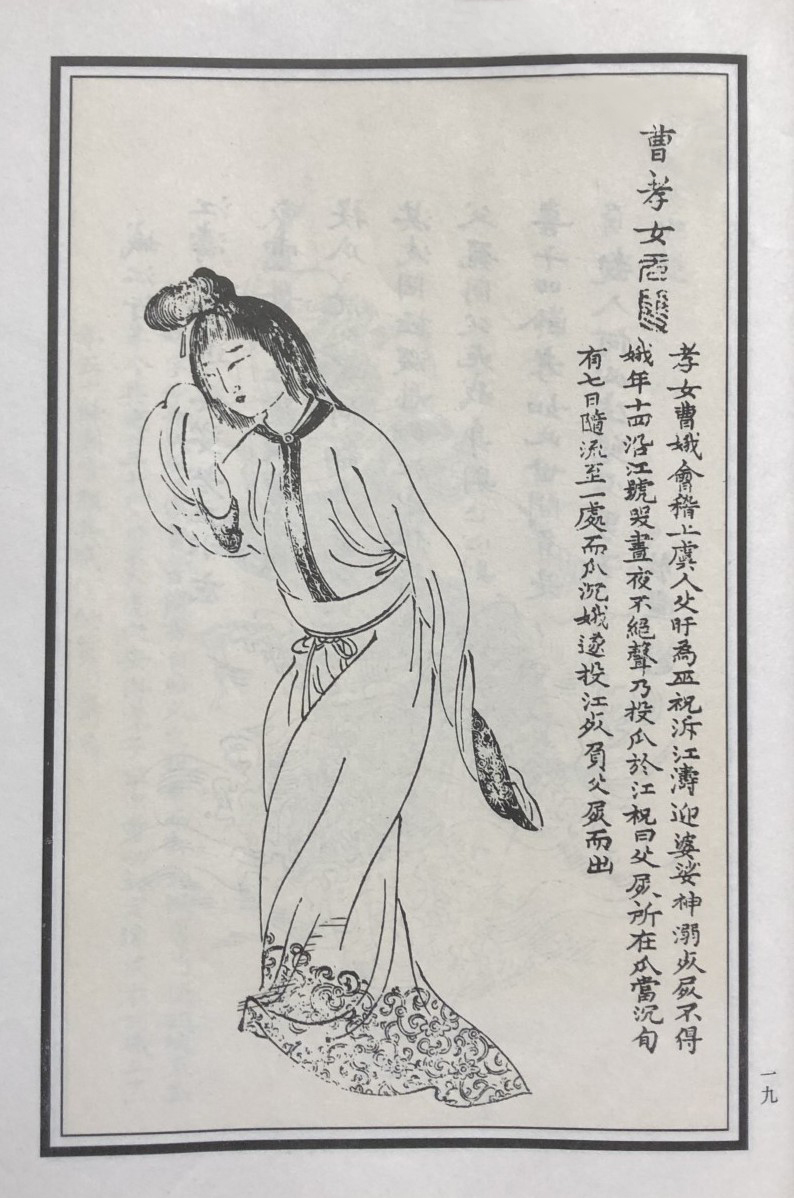
曹娥

曹娥（130年—143年），東漢上虞（在今浙江紹興）皂湖鄉曹家堡人，中國古代孝女。

## 生平

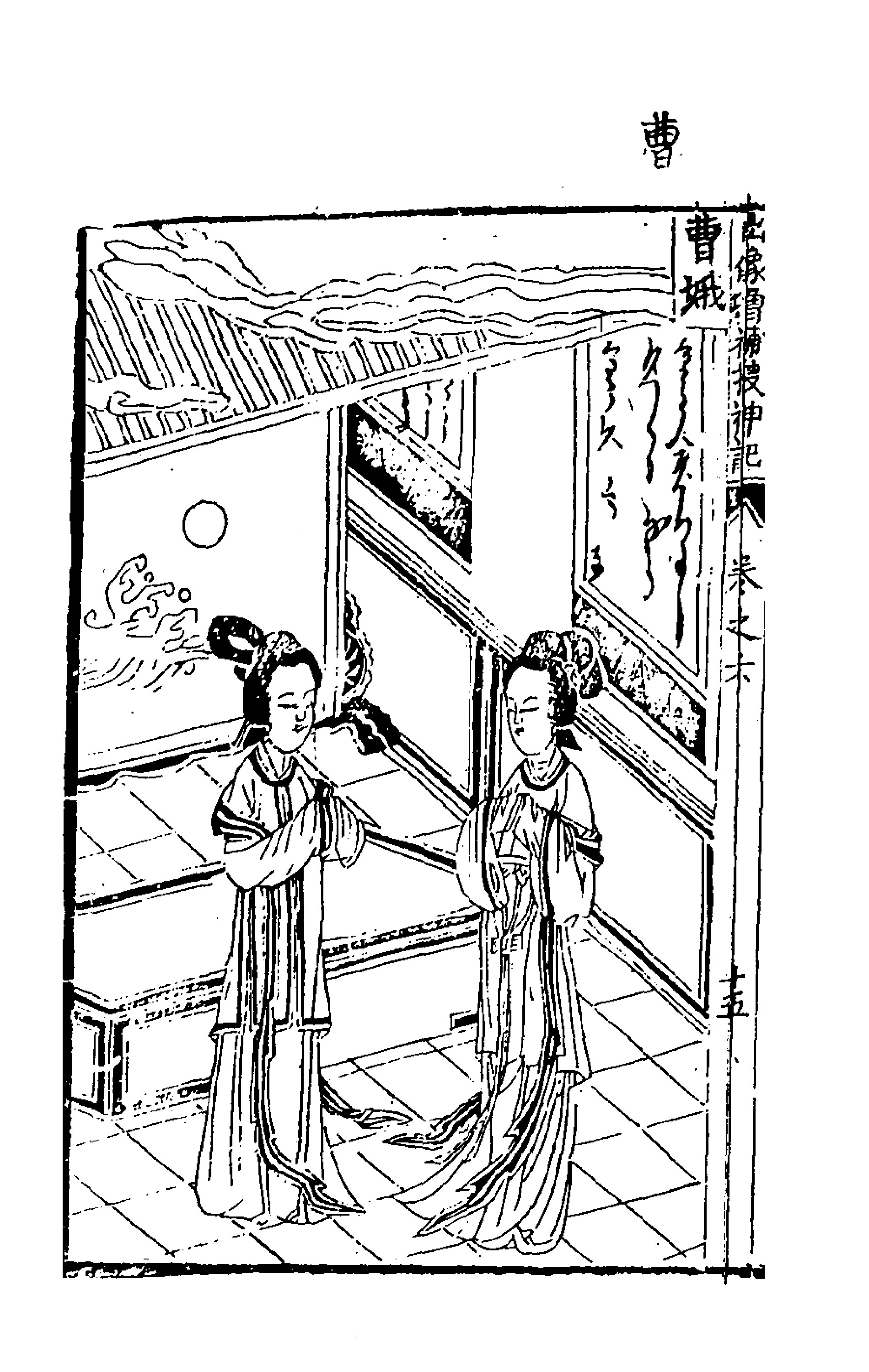
曹娥

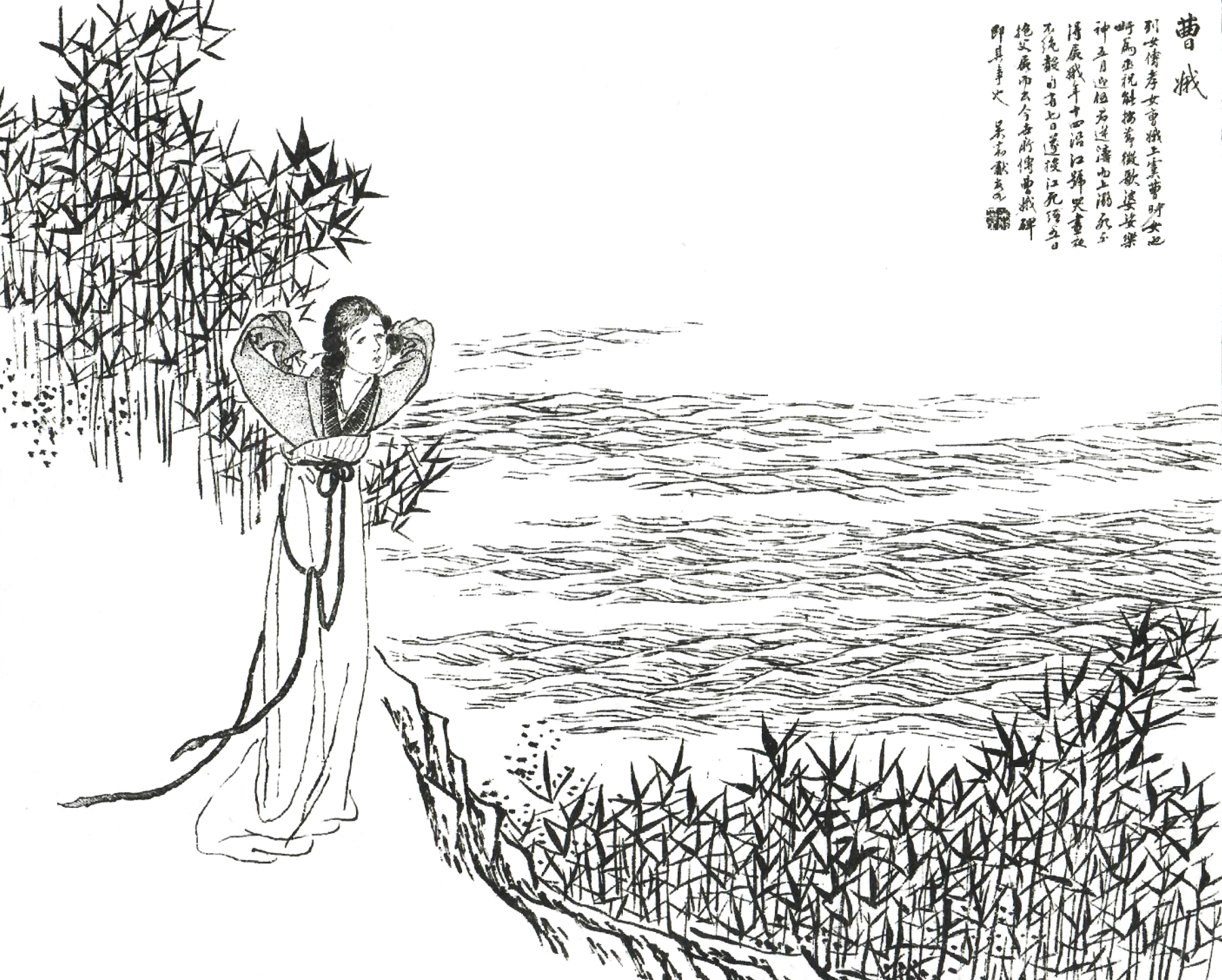
曹娥圖像，来自《古今百美圖》

其父曹盱是一名巫師，能「撫節按歌，婆娑樂神。」東漢漢安二年（143年）端午，曹盱駕船在舜江中迎潮神伍子胥，被江水淹死，不得其屍。
當時曹娥年僅十四歲，遂投江而死，五日後曹娥屍抱父屍出，鄉人为纪念曹娥的孝节，遂改舜江为曹娥江，並以曹娥為水神。

## 後世紀念

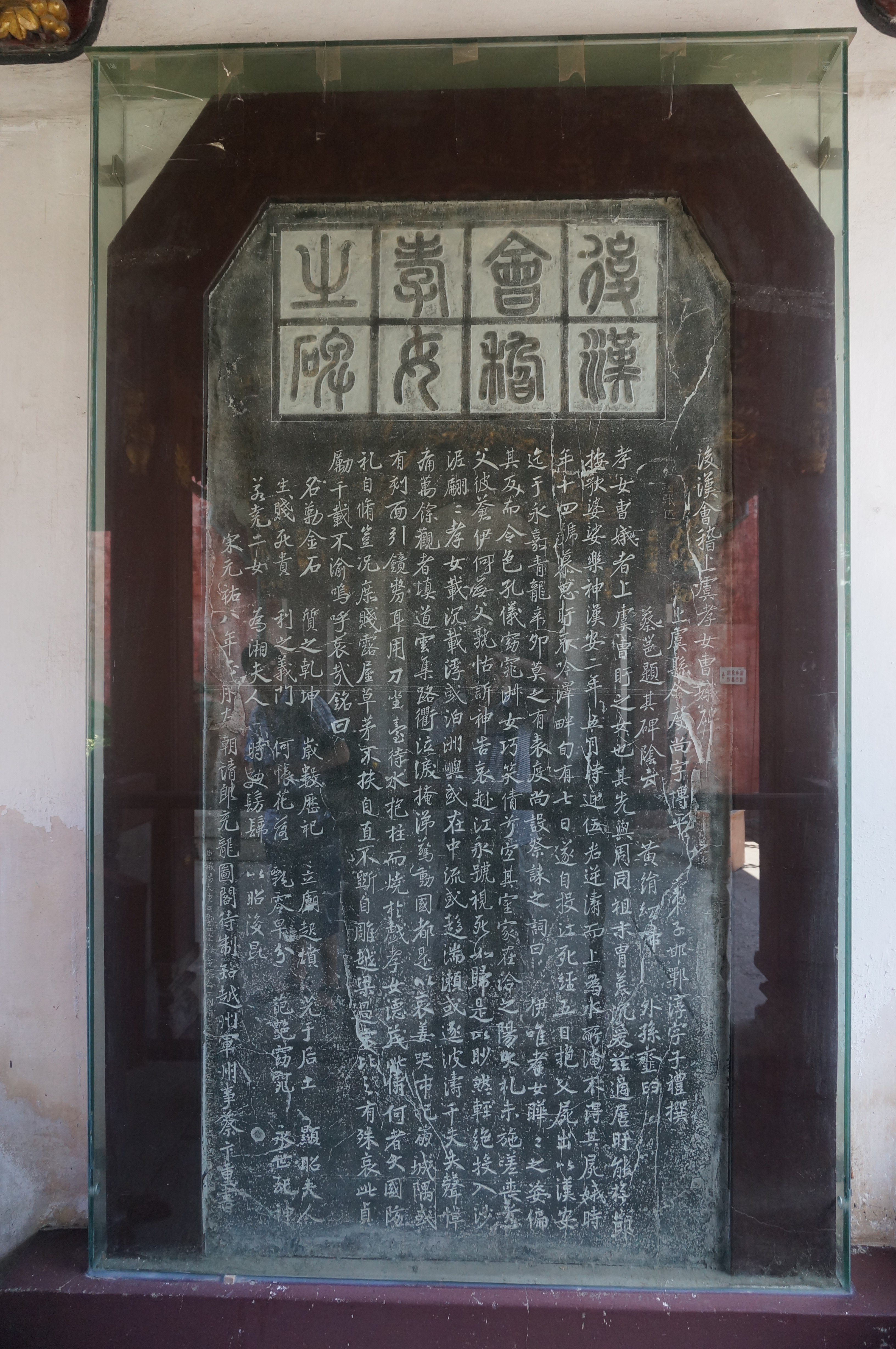
北宋元祐八年（1093）由蔡卞摹旧时碑文重书之曹娥碑，高2.09米、宽1.03米，行楷。

元嘉元年（151年）上虞县官度尚始建曹娥庙，又命其弟子邯鄲子禮（即邯鄲淳）立曹娥碑，作誄辭頌揚。曹娥碑文理精妙，有「絕妙好辭」之美譽，以謎語方式呈現。據《世说新语》一書，曹操曾與楊修曾一同猜測此語。
北宋大觀四年（1110年）敕封靈孝夫人，清嘉庆十三年（1808年）封福应夫人；同治四年（1865年）加封灵感夫人，赐“福被曹江”匾额。

## 延伸阅读
[在维基数据编辑]
 《後漢書·卷84》，出自范晔《後漢書》
 在维基共享资源阅览影像、分类